# La donna a una dimensione
La donna a una dimensione è un film italiano diretto nel 1969 da Bruno Baratti.

## Trama
Il titolo fa esplicito riferimento al celebre saggio di Herbert Marcuse, L'uomo a una dimensione: in questo caso la critica alla società dei consumi è determinata dalla "presa di coscienza" di Paola, una donna dell'alta borghesia sposata a un facoltoso industriale, che cerca di sfuggire alla monotonia della sua esistenza frequentando i giovani attivisti della contestazione studentesca. Partecipando alle loro riunioni, la donna matura il desiderio di dare un significato diverso alla propria vita, richiama i due figli dall'esclusivo collegio svizzero arredando le loro camere con poster di Mao e di Ho Chi Minh e si mostra a loro disinvoltamente nuda facendosi chiamare per nome. Nel frattempo, Paola non disprezza i rapporti sessuali con la servitù mentre i figli, all'inizio perplessi, assorbono ben presto la lezione fino a farsi coinvolgere nell’attentato ad una fabbrica (ma si fermano quando si rendono conto che si tratta dell'azienda del proprio padre) e a stabilire tra loro un rapporto quasi incestuoso. Paola comincia a spaventarsi degli aspetti che va assumendo il gioco da lei stessa avviato, ma l'ambiente alto-borghese, che prima rifiutava e che cerca di recuperare, adesso la respinge. Anche il marito (che non compare mai nel film) sembra aver programmato un piano preciso e l'abbandona a sé stessa. I figli la emarginano sempre di più e finiscono per indurla al suicidio.